# Eretmotus eurysternus
Eretmotus eurysternus är en skalbaggsart som beskrevs av Yélamos 1992. Eretmotus eurysternus ingår i släktet Eretmotus och familjen stumpbaggar. Inga underarter finns listade i Catalogue of Life.